# 岩本通弥
岩本 通弥（いわもと みちや、1956年3月30日 - ）は、日本の民俗学研究者、東京大学名誉教授。専門は都市民俗学、民俗学の対象化である。

## 来歴
東京都に生まれる。海城高等学校を経て、1978年に筑波大学卒業した。1985年同大学院歴史・人類学研究科博士課程を満期退学する。その後、国立歴史民俗博物館助手、東京大学教養学部助教授（1995年）を経て、同教授に就任した。2021年定年退任し、名誉教授となった。

## 著書
編著はあるが単著はない。

### 編著
- 『都市民俗学へのいざない』1－2  小林忠雄, 倉石忠彦共編（雄山閣出版、1989）
- 『覚悟と生き方』編著（ちくま新書、1999）
- 『現代民俗誌の地平 記憶』（朝倉書店、2003）
- 『都市の暮らしの民俗学』1－3 新谷尚紀共編（吉川弘文館、2006）
- 『ふるさと資源化と民俗学』編著（吉川弘文館、2007）
- 『民俗学の可能性を拓く 「野の学問」とアカデミズム』菅豊,中村淳共編著（青弓社、2012）
- 『世界遺産時代の民俗学 グローバル・スタンダードの受容をめぐる日韓比較』（風響社、2013）
- 『方法としての〈語り〉 民俗学をこえて』編著（ ミネルヴァ書房、2020）
- 『民俗学の思考法 〈いま・ここ〉の日常と文化を捉える』 門田岳久, 及川祥平, 田村和彦, 川松あかり共編（慶應義塾大学出版会、2021）